# Louis Cordier
Pierre Louis Antoine Cordier (Abbeville, 31 de marzo de 1777 - París, 30 de marzo de 1861) fue un geólogo y mineralogista francés, uno de los fundadores en 1830 de la Sociedad geológica de Francia (de la que será elegido presidente en tres ocasiones, 1830-1831, 1838 y 1842). Fue profesor de geología en el Museo Nacional de Historia Natural de París desde 1819 hasta 1861, y el responsable del desarrollo de la galería geológica en el museo.

## Familia
Pierre Cordier nació en Abbeville en 1777 en una familia de origen inglés. En 1817 se casó con Cécile Borgella, sobrina y alumna de Louis Ramond de Carbonnières.Juntos tuvieron cuatro hijos y seis hijas.

## Carrera
Cordier ingresó en la École des mines de París en 1794 y siguió los bien conocidos cursos de Louis Nicolas Vauquelin (1763-1829), René Just Haüy (1743-1822) y Déodat Gratet de Dolomieu (1750-1801).
Obtuvo su «diplôme d'ingénieur» en 1797 y siguió a Dolomieu, primero en una expedición a los Alpes, luego como científico en la expedición de Napoleón a Egipto desde 1798 a 1799. Al llegar a Alejandría, Cordier comenzó inmediatamente sus investigaciones sobre la mineralogía y geología del país, con un enfoque particular en la formación del valle del Nilo. Cuando Dolomieu cayó enfermo, ambos intentaron regresar a Francia. Aunque Cordier fue hecho prisionero en Tarento, posteriormente fue trasladado a Messina en Sicilia y fue liberado después de tres meses en cautiverio como resultado de la intervención de Dolmieu y regresó a Francia. En 1802 publicóMémoire sur le mercure argental, y en 1808 Description du dichtoïte,  que reveló su profundo interés en la mineralogía.
Enseñó mineralogía y geología hasta 1804 y fue nombrado en diferentes departamentos. Cordier llegó a la posición de «ingenieur en chef» en 1809. Luego trabajó en la geología general y publicó en 1816 una memoria sobre los basaltos: Sur les substances minérales dites en masse, qui servent de base aux roches volcaniques.
En 1822 resultó elegido para la Academia de Ciencias francesa. En 1830 fue nombrado maître des requêtes en el Consejo de Estado. En el mismo año participó en la fundación de la Sociedad geológica de Francia (Société géologique de France). En 1832 se convirtió en inspector general de minas en el sudoeste de Francia y en 1837, «conseiller d'État». De 1834 a 1861, fue cicepresidente del Consejo General de Minas, lo que hizo de su presidencia la más largo de los 200 años de existencia del Consejo. También participa activamente en el desarrollo y modernización del transporte.
Fue nombrado comandante de la Legión de Honor en 1837, luego Gran Oficial en 1859; En 1839 fue nombrado Par de Francia.

### Museo Nacional de Historia Natural
Cordier comenzó a trabajar en el Museo Nacional de Historia Natural en 1819, cuando sucedió a Barthélemy Faujas de Saint-Fond (1741-1819)  en la cátedra de geología. Cordier mantuvo ese cargo hasta su muerte en 1861.
Fue nombrado director del museo tres veces (de 1824 a 1825, de 1832 a 1833, y de 1838 a 1839) y fue responsable de la creación de la "Galerie de géologie" en el museo. Durante su gestión, la colección creció desde los 1500 especímenes en 1819 a los 200 000 en 1861, el año de su muerte en París. Hizo 51 viajes geológicos durante su vida, recolectando especímenes dentro de Francia (los Pirineos, Languedoc, Maine, las Ardenas, los Vosgos, Sajonia y la Auvernia), así como en Toscana, Liguria y los Alpes. Muchas de las rocas que formaban parte de la colección del museo le fueron enviadas a él desde varios continentes por colegas y amigos. En 1844 Cordier ya tenía clasificados 337 tipos de roca.

## Reconocimientos

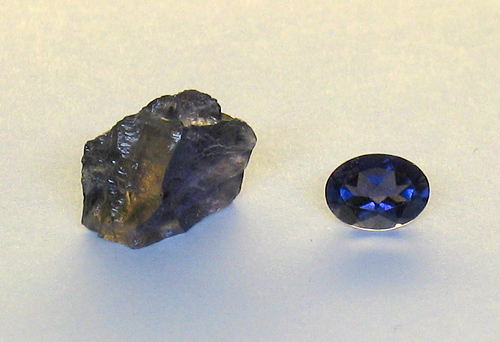
Un espécimen rugoso de cordierita, que muestra dicroismo (izquierda); una piedra cortada (derecha)

La cordierita, un ciclosilicato de aluminio y magnesio y hierro, lleva su nombre.